# Wolf Rock, Queensland
Wolf Rock är fyra små skär i Australien. Den ligger i delstaten Queensland, omkring 170 kilometer norr om delstatshuvudstaden Brisbane.
Närmaste större samhälle är Rainbow Beach, omkring 10 kilometer väster om Wolf Rock.
Genomsnittlig årsnederbörd är 1 638 millimeter. Den regnigaste månaden är mars, med i genomsnitt 295 mm nederbörd, och den torraste är september, med 28 mm nederbörd.